# São Domingos das Dores
Pour les articles homonymes, voir São Domingos et Domingos (homonymie).
São Domingos das Dores est une municipalité brésilienne de l'État du Minas Gerais et la microrégion de Caratinga.